# Johan Wall
Karl Johan Anders Wall, född 10 november 1964, är en svensk företagsledare och IT-entreprenör. Wall grundade företaget Netsolutions som gick samman med Framtidsfabriken och blev Framfab. År 2004 blev Johan Wall VD för Enea AB. År 2008 blev Johan Wall VD och koncernchef på affärsinformationskoncernen Bisnode, en tjänst som han lämnade i oktober 2011.
Sedan 2016 är han ordförande i börsnoterade Beijer Alma och det privatägda Beijerinvest.
Han är son till entreprenören Anders Wall och företagsledaren Ann Wall.

## Styrelseuppdrag
- Beijer Alma, styrelsesuppleant 1997–2000, från år 2000 ordinarie ledamot[5] och från år 2016 ordförande.